# 趙之鼎 (崇禎進士)
趙之鼎（？—？），號曙巒，山東青州府莒州人，明朝政治人物。

## 生平
崇祯六年（1633年）癸酉科山東鄉試第三名舉人，崇禎十年（1637年），登丁丑科會試第二百七十五名，廷試三甲一百八十二名进士。大理寺观政，十一年六月授无极知县。

## 家族
曾祖趙汝清，祖趙三聘〔庠生〕，父趙完璧〔庠生〕。